# Carex punctata
Carex punctata là một loài thực vật có hoa trong họ Cói. Loài này được Gaudin mô tả khoa học đầu tiên năm 1811.

## Hình ảnh

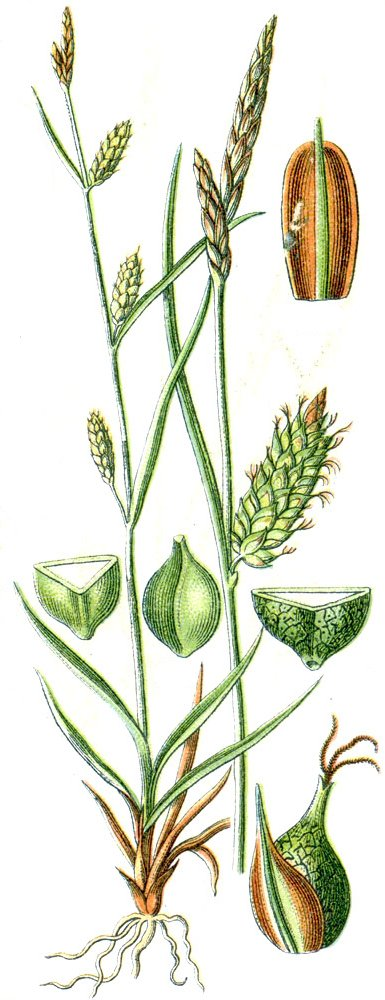
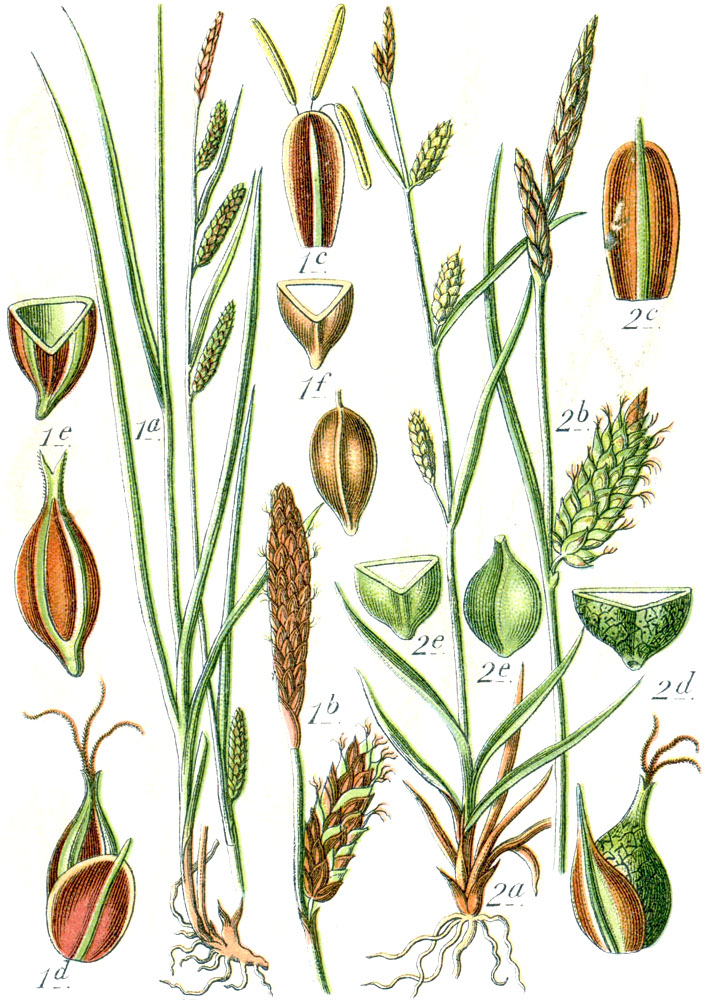